# أزانيا
أزانيا (Азања) هي مدينة في بودونافليي في مقاطعة وسط صربيا في صربيا.